# Храм Поля Пастушків
Храм Поля Пастушків або церква поля пастушків (івр. כנסיית שדה הרועים, араб. كنيسة حقل الرعاة) — католицька церква лат. Gloria in Excelsis Deo (укр. Слава на висотах Богу (з Лк. 2:14), що знаходиться у Бейт-Сахурі на відстані близько 2 км на схід від Храму Різдва Христового. Церквою опікується «Кустодія Святої Землі» ордену міноритів та присвячена Матері Божій Фатімській та святій Терезі з Лізьє.

## Євангельська подія
Поклоніння пастухів — подія про яку повідомляє Євангеліє від Луки, коли пастухам звіщено народження Спасителя і вони приходять поклонятися Ісусові після його народження у Вифлеємі:

## Історія будівлі церкви
- Євсевій Кесарійський (263—339) ідентифікував місце біля Вифлеєму, де пастухам явилися ангели сповістити про народження Ісуса Христа.
- У 670 р. були відомості про вже споруджену колись там церкву, що була по дорозі на схід від Вифлеєму: монастир «Foamnium» (Poemenium). У період хрестоносців місце називалося «Святе поле» («Agia Pimina» або «Ad Pastores»). Після руйнації на тому місці церкви та з падінням Єрусалимського королівства паломники відвідували «Монастир пастухів», розташований близько 700 метрів на південь від ділянки зруйнованої церкви.
- У 1851–1859 р. місце наново було під контролем францисканців і на тому місці були проведені археологічні розкопки. За висновками дослідників місце було заселене людьми з часів Ірода Великого, і пережило руйнування в V–VII століттях (період завоювання персів). На північ від церкви монахів францисканців виявили сільськогосподарський район з давильнями, резервуарами, складськими приміщеннями та житловими печерами. Отже перша церква була споруджена на відомому «полі пастушків» у IV столітті, потім добудовується у VI столітті.
- Будівля церкви зведена у 1954 р. за проектом архітектора А. Барлуцці на північно-західній ділянці «Поля пастушків», що належить францисканцям. Храм побудований у формі стародавнього бедуїнського шатра та в проєкції є десятигранником, кожна друга грань оснащена потужним контрфорсом. Над стінами нижнього багатокутника височить десятикутник барабана і над ним купол, також розділений білими поясами на десять сегментів. Символіка числа десяти, що послідовно витримана архітектором, мала нагадувати про церковну десятину. Бронзовий янгол простягає крила над входом будівлі. У церкві поставлено три вівтаря — на схід, північ і південь. Над вівтарями у абсидах розміщені великі фрески роботи художника У. Ноні: з'явлення Ангела, поклоніння Немовляті в Вифлеємській печері та повернення радісних пастирів до овець. Поруч з сучасним храмом знаходяться руїни візантійської церкви кінця IV ст. Археологи вважають, що на цьому місці знаходився один з монастирів Юдейської пустелі який був зруйнований персами у 614 році і більше не відновлювався.

## Галерея

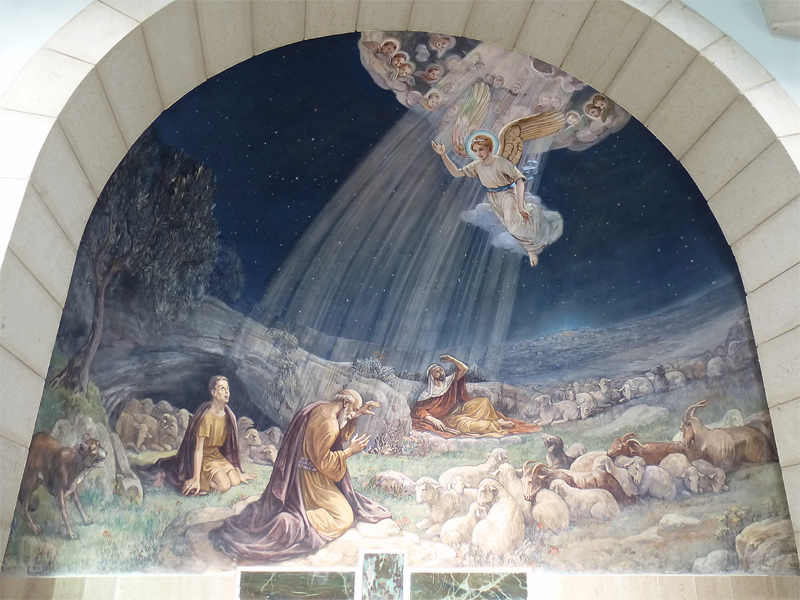
храмове зображення біблійної події на «Полі пастушків»
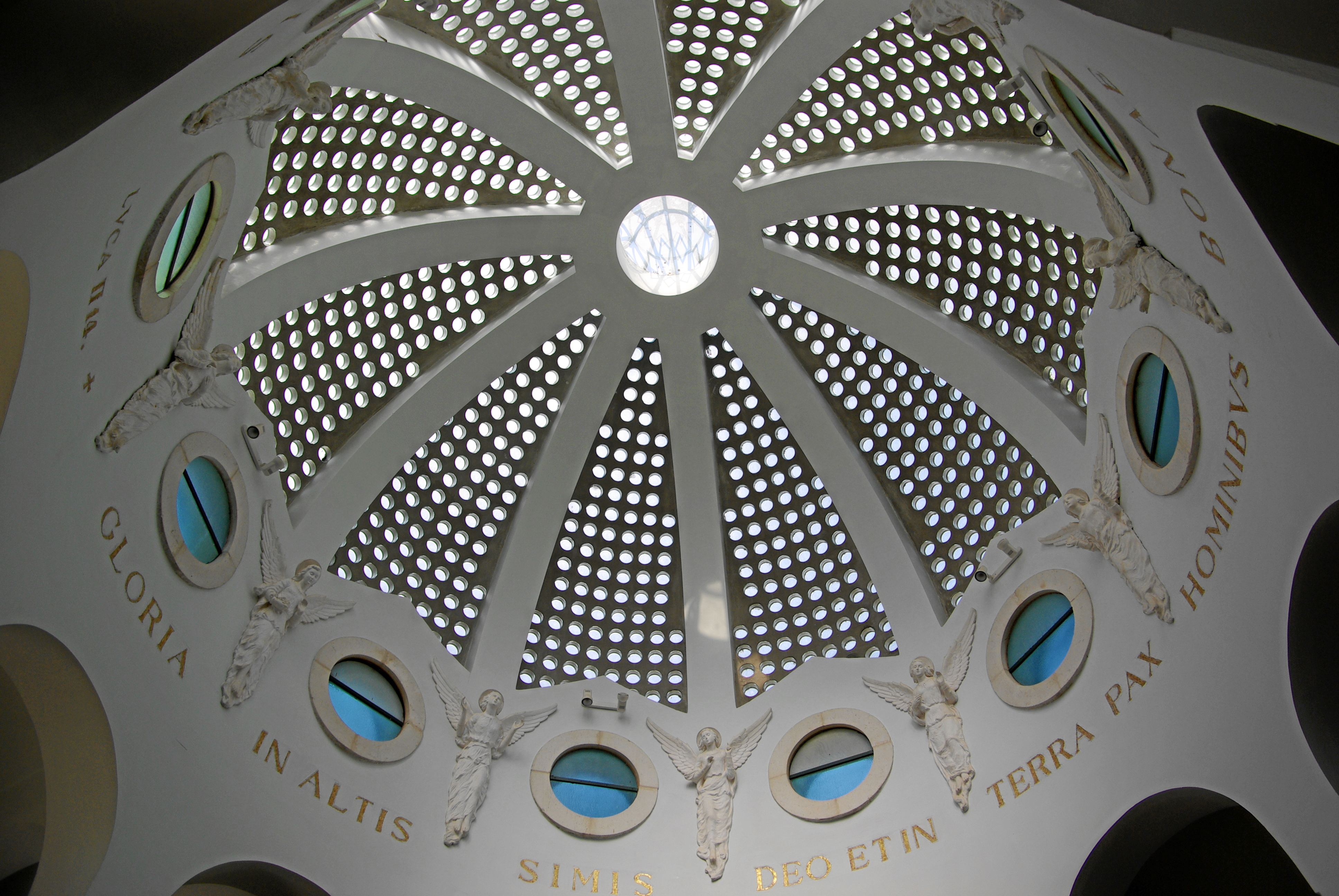
Купол церкви
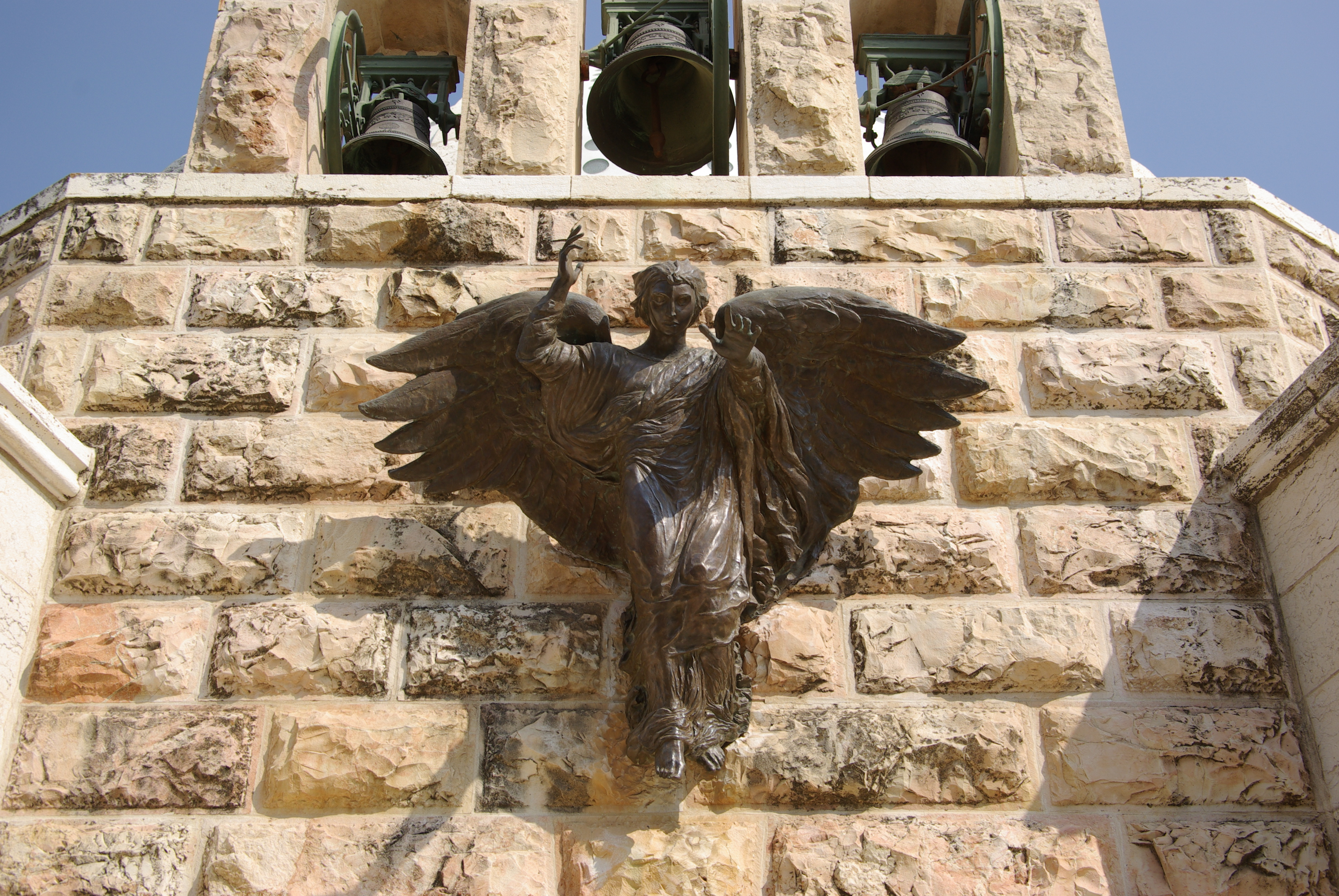
Ангел над входом
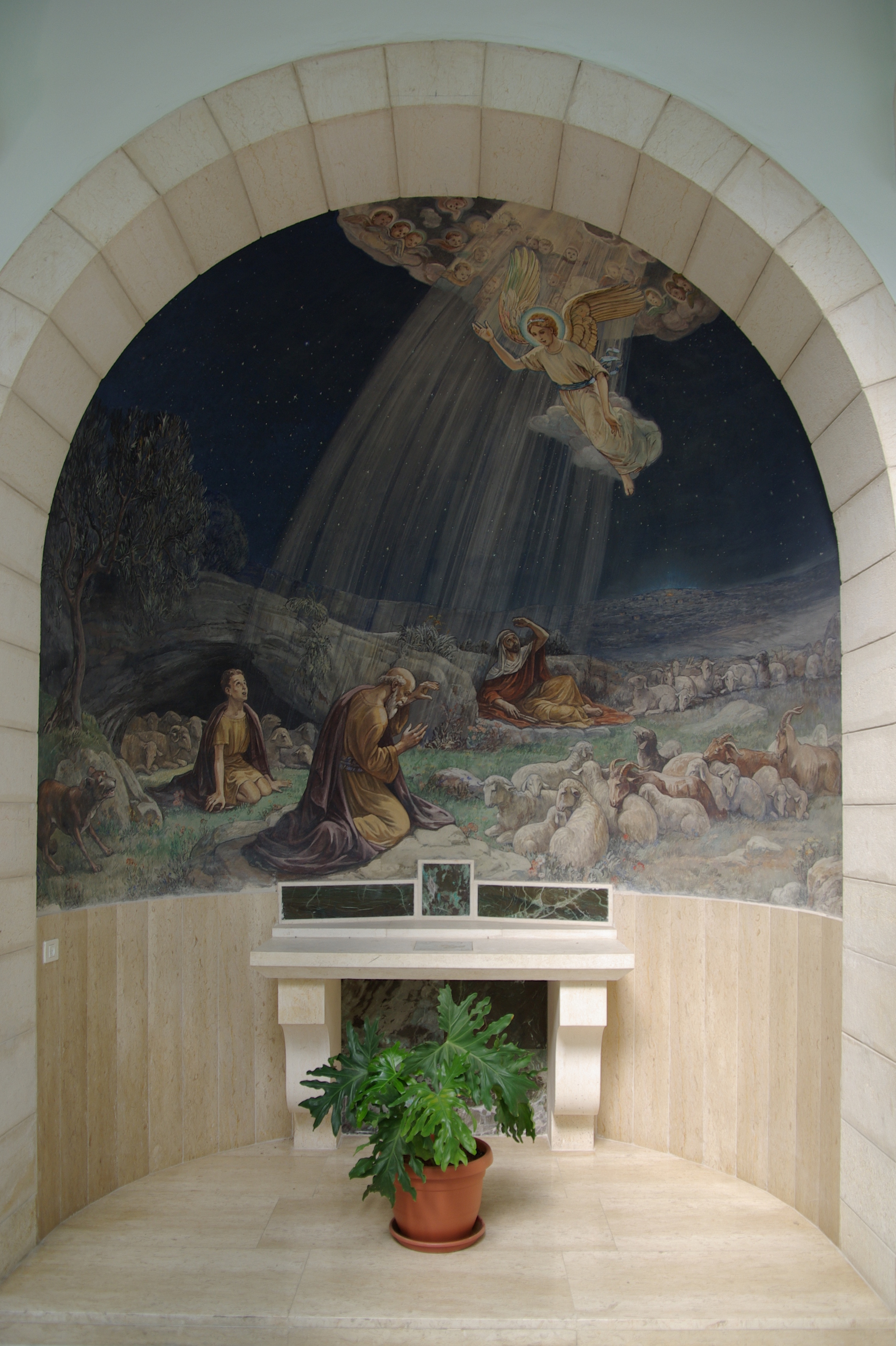
Вівтар та фреска «З'явлення Ангела»
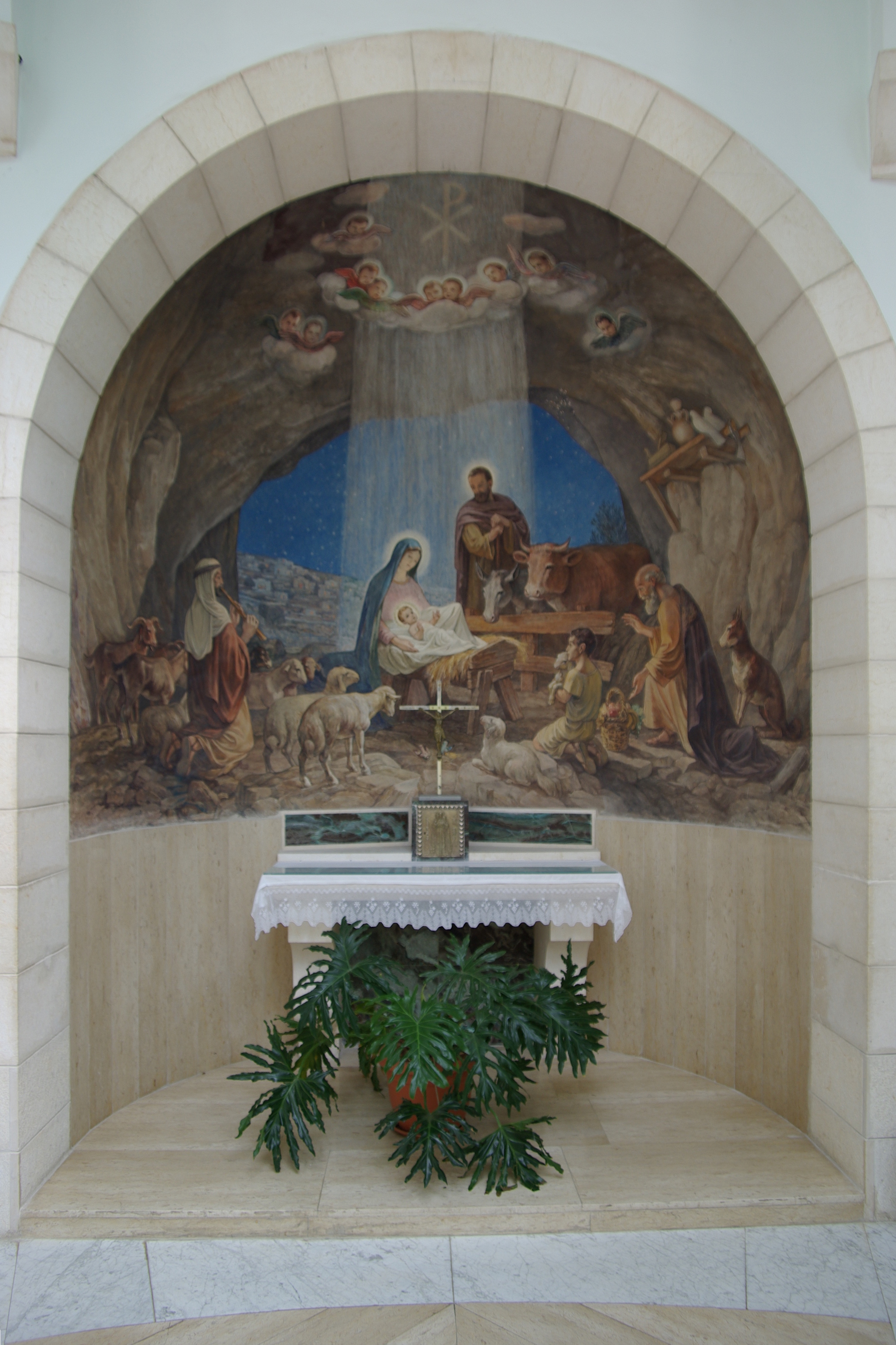
Вівтар та фреска «Поклоніння Немовляті»
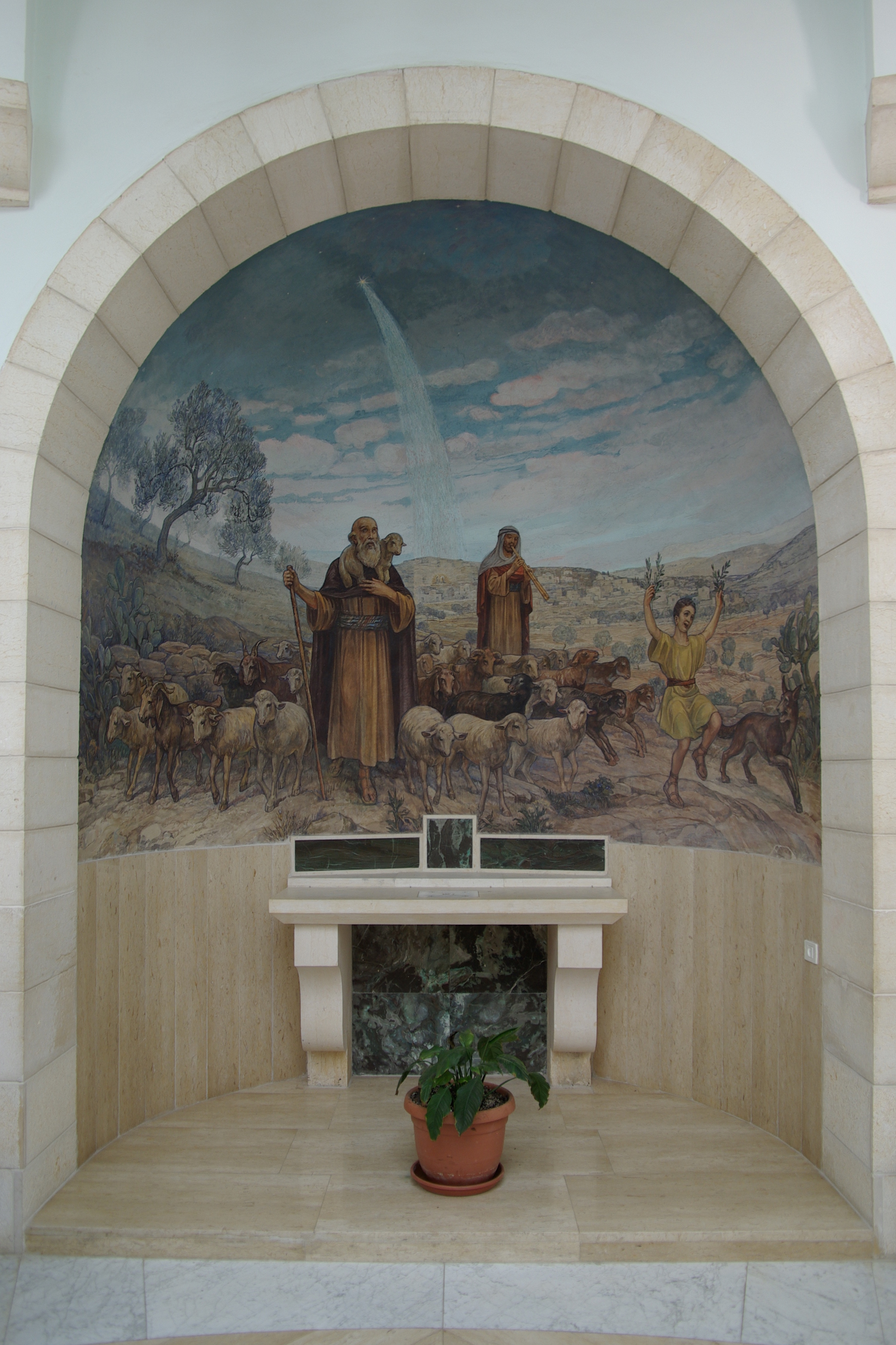
Вівтар та фреска «Повернення радісних пастирів»
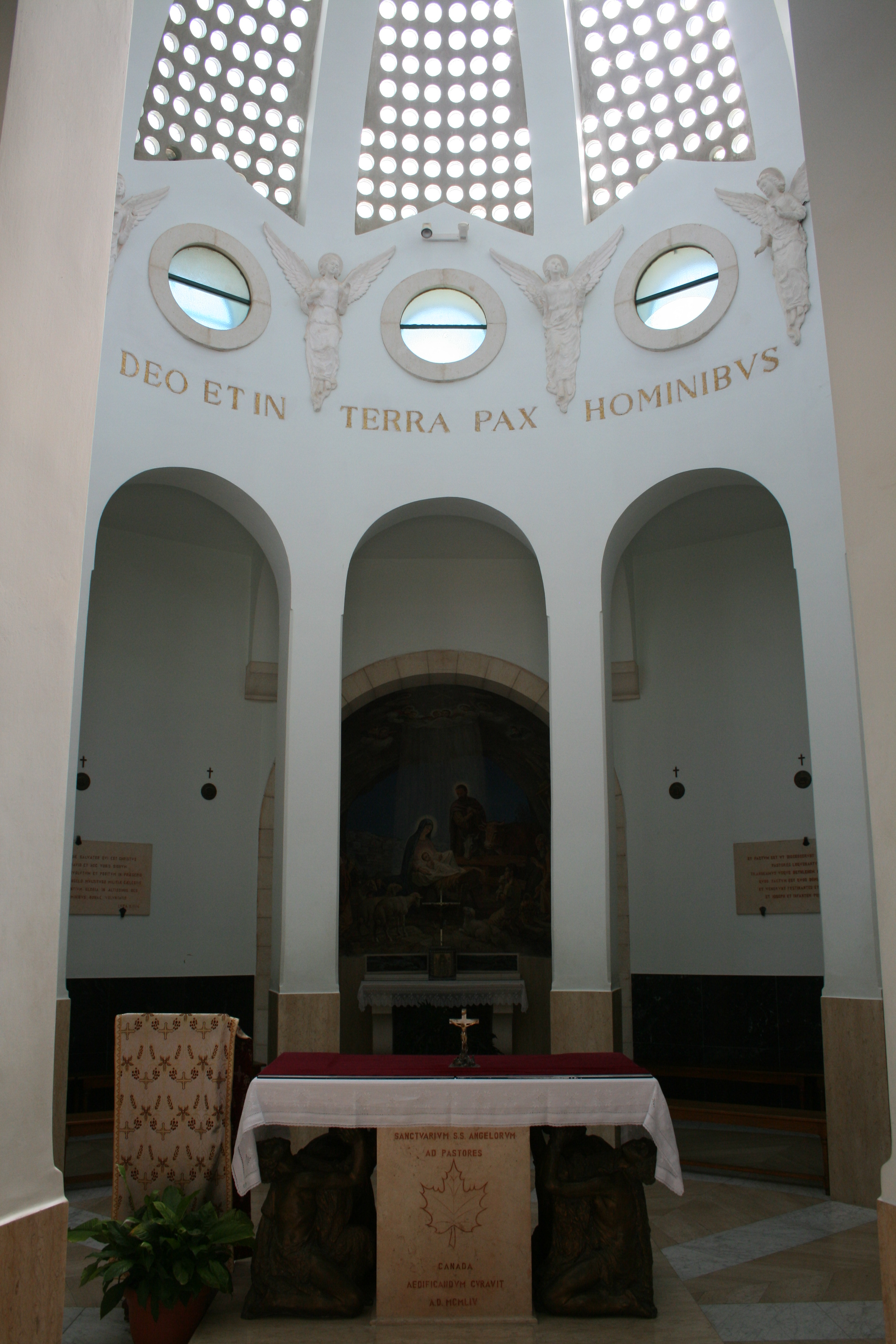
Головний вівтар із скульптурами роботи Д. Камбеллотті